# فهد الزبيدي
فهد عقيل الزبيدي (مواليد 13 يناير 2002) هو لاعب كرة قدم سعودي يلعب حاليًا في نادي النصر.

## مسيرة اللاعب
لعب في الفئات السنية في نادي التسامح و انتقل إلى فئة الناشئين في نادي النصر في مطلع عام 2020.